# 芳賀高孝
芳賀 高孝（はが たかたか）は、室町時代後期から戦国時代にかけての武将。下野宇都宮氏の家臣。

## 出自
芳賀氏は清原氏の後裔。下野国の有力武士団・清党の棟梁で益子氏の紀党と共に紀清両党と呼ばれる。

## 略歴
永正9年（1512年）、芳賀高勝が宇都宮成綱によって謀殺されると宇都宮錯乱と呼ばれる宇都宮家中を二分する大きな内紛が起きる。成綱が内訌を鎮圧すると高孝は甥・芳賀高経と共に成綱によって助命されるも、宇都宮城に拘留された。
その後、高孝は宇都宮成綱の三男（宇都宮正綱の末子の説もある）・興綱が芳賀氏を継ぐまでの短い間に芳賀氏を継いでおり、成綱を頂点とする政治的支配体制に取り込まれていく。
永正13年（1516年）、宇都宮成綱が没すると高経に協力して、結城氏との抗争に敗退した宇都宮忠綱を宇都宮城から追放し、興綱を新たな主君に立てた。興綱の代において高孝は重臣として重用され、芳賀氏は宇都宮錯乱で失った権力を瞬く間に取り返した。
その後は、高経、壬生綱房と共に宇都宮氏の宿老として、政治を横専。天文元年（1532年）には、高経・綱房と共に興綱を強制的に隠居，後に自害へ追い込み、宇都宮尚綱に家督を継承させている。当時、主君ですら逆らえないほどの権力を高孝らは持っていた。この体制は高経と尚綱が対立する頃まで続いた。天文10年(1541年)，主君宇都宮尚綱に反旗を翻した芳賀高経が敗死すると，高孝もその係累と見做され，日頃から反目していた壬生氏・益子氏の手によって最期を遂げたという説，那須氏に逃れてから程なく病没したという説がある。
永正7年（1510年）・天文5年（1536年）には海潮寺、永正9年・同10年（1513年）・同11年（1514年）・大永元年（1521年）・天文4年（1535年）には成高寺に寄進をしている。